# Antonio Nunziante (pittore)
Antonio Nunziante (Napoli, 26 settembre 1956) è un pittore e scultore italiano, esponente contemporaneo della corrente artistica della pittura metafisica.

## Biografia
Antonio Nunziante nasce a Napoli il 26 settembre 1956.
Dopo aver conseguito il diploma di scuola secondaria in Arte, frequenta l'Accademia delle Belle Arti per due anni. Nel 1975, terminata la formazione in tecniche di restauro a Firenze, fa ritorno a Torino, dove approfondisce gli studi con Walther Jervolino. Visita musei italiani e internazionali, venendo in particolare a contatto con l'opera di Rembrandt e Vermeer. Mentre l'interesse del pubblico italiano per la sua pittura inizia a crescere, nel 1983 ha l'occasione di esporre negli Stati Uniti, con una mostra agli Artexpo di Los Angeles e New York.
Nel 1985 la mostra a Spello, accanto a Pietro Annigoni. Questo periodo è caratterizzato dalla ricerca e sperimentazione, attraverso opere concettuali firmate sotto le pseudonimo di Rascal Babaloo. Partecipa alla Biennale di Bergamo tra il 1986 e il 1990. Le mostre allo Yonemara Country Club di Tokyo nel 1990 e al New York Artexpo nel 1991 consentono a Nunziante di esporre nuovamente a livello internazionale. Nel 1993 espone alla Galleria Renzo Spagnoli Arte di Firenze mentre la sua sperimentazione prosegue e negli stessi anni dipinge Nature Silenti, ispirato dall'arte fiamminga e pubblicato nel 1994 all'interno della sua prima monografia. Nel 1996, presso la mostra Il valore della figura, le sue opere vengono esposte accanto a quelle dei maestri italiani Boeri, Cascella, De Chirico, Guttuso, Modigliani, Morandi, Marino Marini, Severini e Sironi. Iniziano ad emergere elementi che diventeranno una costante nelle sue opere: metafisica, simbolismo e romanticismo. È il periodo di Farmacie Italia, Le stanze, Gli oggetti e in cui si ispira all'Isola dei morti di Arnlod Bocklin per dipingere un'isola come spazio ideale per la mente e lo spirito. Seguono l'esposizione presso la Galleria f.lli Orler di Venezia nel 1997 e l'esposizione presso il Centro d'Arte San Vidal nel 1999, sempre nella città lagunare. Nel 2001 il museo Boussex-Meaux di Parigi ospita la sua mostra "Dimensioni Parallele", in occasione dell'esposizione Hommage a I'lle Des Morts, accanto alle opere di Salvador Dalí e Max Ernst. Ispirato dai tragici eventi dell'11 settembre 2001, Nunziante dipinge L'Apocalisse, La bellezza ci salverà e Atto di forza. Il 2007 è caratterizzato dal susseguirsi di numerose mostre. Ad aprile Nunziante espone all'Home House di Londra, ad ottobre presso il Palais des Congres di Parigi e a dicembre presso il Palazzo della Promotrice delle Belle Arti di Torino Archiviato il 7 dicembre 2007 in Internet Archive., con un'antologica personale. Seguono Oneiros, la personale di Venezia curata da Luca Beatrice nel 2009, l'esposizione presso il Red Hot Art Fair di Miami nello stesso anno, e quella di Praga nel 2010, presso la Galleria Brehova, A dicembre dello stesso anno con la mostra presso Castel Sismondo di Rimini intitolata Nunziante dal Caravaggio, Nunziante si ispira e confronta con l'Estasi di San Francesco d'Assisi del maestro milanese. Dopo la personale La visione ulteriore presso il Chiostro del Bramante di Roma, presenta 40 nuove opere presso il Palazzo Ducale di Genova con Paesaggi della Luce, affiancando l'esposizione Van Gogh e il Viaggio di Gauguin: entrambe le mostre vengono curate da Marco Goldin. Novembre 2012 vede alcune delle sue opere più importanti presentate accanto a nuovi lavori all'interno dell'esposizione Works a Soho, dove suscitano l'interesse da parte delle istituzioni italiane in New York che ne sceglieranno cinque affinché vengano esposte all'interno del Consolato.
Il 2013 si chiude con una personale a Dubai, presso il Capital Club.
Il 2014 si apre con una collettiva internazionale a Palazzo Reale di Torino con De Chirico, Warhol, Casorati, Boetti, Savinio, Hirst, Schifano, Baj, Rotella, Chia e Botero, a cui seguono le due antologiche a Palazzo Medici Riccardi di Firenze in contemporanea al Maggio Fiorentino e a Palazzo Panichi di Pietrasanta Archiviato il 30 dicembre 2019 in Internet Archive., per i 500 anni dalla morte di Michelangelo Buonarroti. Nel 2015 è presente alla collettiva internazionale itinerante “Imago mundi” presso la Fondazione Sandretto Re Rebaudengo di Torino, poi allestita anche a Palazzo Cini, nell’ambito della Biennale di Venezia.
Nel frattempo la Casa del Mantegna di Mantova ospita “Magnifico”, mostra evento che inaugura il progetto “Avanguardia Rinascimentale” con opere recenti di Nunziante. All’inaugurazione è stata consegnata a Nunziante la medaglia d'oro del Presidente della Repubblica da parte dell’Accademia della Torre di Carrara.
Il 2015 prosegue con la mostra “De Chirico, Nunziante: oltre le apparenze”, a Palazzo Mathis di Bra e con l’esposizione “From Picasso to Nunziante” al Centre of Modern Art Site Oud Sint-Jan di Bruges. Questa mostra anticiperà un affiancamento, nel 2016, con Pablo Picasso e Joan Mirò. Nel Febbraio 2016 l’evento “Rinascimento Contemporaneo” nel Refettorio Monastico Polironiano Matilde di Canossa.
Il 22 Giugno 2016 mostra personale alla Pall Mall Gallery di Londra.
Il 27 Giugno 2016 al museo Oud Sint-Jean XPO Bruges in Belgio si inaugura la mostra Picasso-Mirò-Nunziante curata del commissario dell’esposizione Jean-Christophe Hubert.
Il 31 Maggio 2017 al museo Oud Sint-Jean XPO Bruges in Belgio Sua Altezza Reale La Principessa Léa Del Belgio inaugura la mostra “Sur Les Traces de Leonard de Vinci”, nel cuore dell’esposizione “Leonardo da Vinci – The inventions of a genius” e “Penser l’image et peindre la pensée”. Le mostre sono curate da Jean-Christophe Hubert e prevede più tappe a livello mondiale tra cui U.S.A., Singapore, Dubai e Istanbul.
Il 27 Ottobre 2017 nell'evento “Le portraits du XXe Siécle – De Picasso à Bacon” viene dedicata una sala a Nunziante con 10 opere inedite.
Nel 2018 la mostra itinerante “Penser l’image et peindre la pensée” si sposta in Turchia all'Uniq Museum di Istanbul e dopo tre mesi di esposizione le opere rientrano in Italia; mentre gli 8 opere che seguono l’esposizione “Leonardo da Vinci – The inventions of a genius” proseguono il loro tour per il mondo.
Nel 2019 rientra negli Stati Uniti per la rinomata esposizione di artisti ad Art Santa Fè, New Mexico e si spinge fino ai confini messicani per esporre insieme a Dalì presso il museo Palcco a Guadalajara.
Nel 2020 e 2021 il maestro realizzò per beneficenza degli affreschi nel reparto oncologico dell'ospedale Gemelli, al quale donò pure una trentina di dipinti, che sono esposti lungo il corridoio e negli ambulatori dello stesso reparto.

## Musei e Mostre

### Musei
- 2017 - Liegi, Belgio (Château de Waroux), De Picasso à Bacon - Portraits du XXe Siécle.
- 2017 - Bruges, Belgio (Centre of Modern Art Oud Sint-Jan), Pensare l'immagine e dipingere il pensiero.
- 2017 - Bruges, Belgio (Centre of Modern Art Oud Sint-Jan), Sulle tracce di Leonardo da Vinci.
- 2015 - Bra, Italia (Palazzo Matis), De Chirico, Nunziante: Oltre alle apparenze.
- 2015 - Venezia, Italia (Fondazione Cini), IMAGO MUNDI.
- 2015 - Torino, Italia (Fondazione Sandretto Re Rebaudengo), IMAGO MUNDI.
- 2014 - Firenze, Italia (Palazzo Medici Riccardi), Antologica.
- 2011 - Genova, Italia (Palazzo Ducale, Loggia degli Abati), Nunziante. Paesaggi della luce.
- 2011 - Milano, Italia (Palazzo Isimbardi), Nunziante. Dal Caravaggio.
- 2011 - Fiesole, Italia (Palazzo Comunale), Isole del Pensiero. Böcklin, De Chirico, Nunziante.
- 2007 - Torino, Italia (Palazzo della Promotrice delle Belle Arti), Nunziante. Antologica 1975 - 2007.
- 2006 - Roma, Italia (Museo Nazionale degli Strumenti Musicali), Nunziante. La vera Metafisica.
- 2001 - Parigi, Francia (Musée Bousset-Meaux), Hommage a L'ile Des Morts.

### Mostre e Gallerie
- 2009 - Miami, USA (Red Dot Art Fair Miami Basel), Nunziante. Italian Artist.
- 2009 - Beverly Hills, USA (David w. Street Gallery), Nunziante Metaphysical & Surrealism.
- 2009 - Atlanta, USA (De Fine Art), Nunziante Metaphysics.
- 2012 - New York, USA (480 Broome Street, Soho), Works
- 2016 - Londra (Pall Mall Gallery), Nunziante